# Louis Doazan
Le révérend père Louis Gabriel Doazan est un ecclésiastique français qui a vécu en Corse de 1951 à 2018. Il a collecté un fonds ethnographique exposé depuis 1997 au Musée de la Corse à Corte.

## Biographie
Né à Lourdes le 19 octobre 1925, Louis Gabriel Doazan entre dans les ordres le 1944 dans la congrégation des missionnaires Oblats de Marie. Il est ordonné prêtre en 1951, année où il est envoyé en Corse au petit séminaire d'Ajaccio. Il restera en Corse jusqu'à sa mort survenue le 23 mai 2018 . Occupant tout d'abord des fonctions dans l'enseignement, il choisit ensuite de se consacrer à son ministère sacerdotale, tout en poursuivant ses activités ethnographiques. À la fin de sa vie, il se retire au couvent Saint-François de Vico en Corse-du-Sud.

## Ethnographie

### Collecte
Dès 1951, dans le cadre de ses activités d'enseignement, le révérend père Doazan s'intéresse aux usages pastoraux ainsi qu'aux techniques artisanales et agricoles de Corse. C'est ainsi qu'il commence à collecter des objets qu'il expose dans un musée du petit séminaire d'Ajaccio. Il poursuit cette collecte d'objets et leur mise en valeur dans un premier musée à la Porta d'Ampugnani.
De 1973 à 1978, il est missionné par le musée national des Arts et Traditions populaires afin de réaliser une étude approfondie du pastoralisme,,.

### Fonds Doazan
En 1972, le père Doazan fait don à l'État de l'ensemble de sa collection sous condition qu'elle soit exposée dans un musée en Corse,. Ce fonds représente environ 3 500 objets et 64 cahiers d’ethnographie,,.Depuis 1997, le fonds Doazan est conservé au Musée de la Corse, à Corte, et partiellement exposé dans la galerie Doazan. Il constitue l'essentiel de l'exposition permanente du musée, disposé dans 5 espaces du premier niveau : découverte de la Corse ; invention du patrimoine ; artisanats et savoir-faire ; bergerie de Milisaria ; espace du berger. Des bornes permettent de consulter des versions numériques des cahiers ethnographiques.

### Œuvres du révérend père Doazan
- Louis Doazan, Couvent des Frères mineurs observants de Vico : dit Couvent Saint François (œuvre littéraire), Alain Piazzola, Ajaccio, 2002.
- Louis Doazan, Monnaies corses du XIIIe au XVIIIe siècle (publication), Alain Piazzola, Ajaccio, 1993.